# Marktkerk (Hannover)
De Marktkerk Sint-Joris en Jacobus  (Duits: Marktkirche St. Georgii et Jacobi) is de oudste van de drie middeleeuwse parochiekerken in de binnenstad van Hannover (de andere twee kerken zijn de Egidiuskerk en de Kruiskerk). Met de 97 meter hoge toren is de hallenkerk een van de beeldbepalende gebouwen van de stad. Door de ontvolking van het centrum werden in 1982 de drie binnenstadsgemeenten samengevoegd tot één kerkelijke gemeente.

## Geschiedenis
Op dezelfde plaats stond voorheen een aan Sint-Joris gewijde romaanse voorganger uit circa 1125. Bij opgravingen in 1952 werden fundamenten van deze kerk ontdekt. In 1342 werd er voor het eerst geschreven over de ecclesia Sanctorum Jacobi et Georgii. Enkele jaren later, in 1344, werd er een oproep aan de burgerij gedaan om geld te doneren voor de bouw een nieuwe kerk. Met het leggen van het fundament voor de toren van de nieuwe kerk werd in 1347 begonnen. Even later werd de toestemming verkregen om het oude kerkgebouw te slopen. Vervolgens werd om de oude kerk de nieuwe kerk opgericht. Het nieuwe kerkgebouw werd in 1360 ingewijd. Tussenkomst van de pest en het daaruit voortvloeiende geldgebrek vertraagde de voltooiing van de toren. Van een hoge spits werd afgezien en in plaats daarvan plaatste men een dakruiter in de verkleinde vorm van de spits.
In de jaren 1852-1855 werd het interieur van de kerk onder leiding van Ludwig Droste gerestaureerd en opnieuw beschilderd en ingericht. Tijdens deze restauratie verdween een in 1663 door de bankier Johann Duve geschonken barok altaar spoorloos.
De Marktkerk werd in de Tweede Wereldoorlog tot tweemaal toe door oorlogsgeweld getroffen. In juli en oktober 1943 werd de kerk tot op de buitenmuren en zuilen verwoest. Het overwegende deel van het dakgestoelte bleef echter bewaard. De herbouw volgde in de jaren 1946-1952 naar een plan van de architect Dieter Oesterlen, waarbij de oude pleisterlagen werden verwijderd.

## Legende
Aan de Marktkerk is een legende verbonden van een koorknaap die een val van de kerktoren overleefde. Samen met een andere koorknaap had hij het plan opgevat om de torenwachter boven in de toren op te zoeken. Onderweg ontdekten de jongens een kauwennest. Ze besloten de eieren uit het nest te halen. Over een plank probeerde de ene koorknaap het nest te bereiken, terwijl de andere koorknaap de plank op zijn plaats hield. In het nest vond de koorknaap echter vijf eieren. Wat volgde was een heftige ruzie over de verdeling van het legsel. De koorknaap op de plank met de eieren stortte daarbij naar beneden. Zijn val werd echter afgeremd door zijn openslaande mantel en zo wist de knaap aan een zekere dood te ontsnappen. Tegenwoordig herinnert aan dit voorval een standbeeld van de koorknaap naast het aan de kerk gelegen monument van Maarten Luther.

## Beschrijving en maten
Het bouwmateriaal van de kerk bestaat voornamelijk uit rode baksteen. Het fundament, kroonlijsten, het westelijk portaal en muurhoeken zijn van zandsteen. De drieschepige hal heeft vijf traveeën; het hoofdkoor heeft een 7/10 koorafsluiting, de kleinere nevenkoren een 5/10 koorafsluiting. Van de grote bouwwerken van de Noord-Duitse baksteengotiek geldt de Marktkerk van Hannover als het meest zuidelijk gelegen voorbeeld.
Op de toren is aan de oostelijke geveltop een gedraaid pentagram aangebracht; op zowel de noordelijke als de zuidelijke geveltop is een davidster aangebracht. Het bronzen portaal van de westelijke hoofdingang werd in 1959 gemaakt door Gerhard Marcks. Onder het motto discordia et concordia zijn onder een tweestammige levensboom menselijke situaties te zien, waarbij de kunstenaar niet het destijds nog recente verleden van Duitsland spaarde. Op de deur staan gruwelscènes uit de oorlog. Boven alle scènes verrijst in het spitsboogveld de opgestane Heer. Het portaal werd geschonken door de stad Hannover ter gelegenheid van het 600-jarig bestaan van de Marktkerk. Boven het portaal bevinden zich op de hoeken de beelden van de heilige Joris (links) en Sint-Jacobus met de pelgrimsstaf (rechts). Het zijn werken van de beeldhouwer Jürgen Weber uit Braunschweig (1992). Van de oude portaalbeelden overleefde slechts het beeld van Sint-Joris de oorlog, dat zich tegenwoordig in het noordelijke koor bevindt.  
Buiten zijn boven het zuidelijk portaal twee zonnewijzers te zien: rechtsboven een van 1555, de linker met daarop aangegeven de gebedstijden is nog ouder en dateert waarschijnlijk uit de bouwperiode van de kerk. De epitafen binnen en buiten de kerk zijn overwegend 16e- en 17e-eeuws. In de Marktkerk liggen o.a. de bekende reformator Anton Corvinus (* 1501-  † 1553) en de bij Seelze gevallen generaal Hans Michael Elias von Obentraut (* 1574 - † 1625) begraven.
De grote bronzen beelden aan de toren stellen de theoloog en aan de Marktkerk verbonden pastor Hermann Wilhelm Bödeker (noordzijde) en Maarten Luther voor (zuidzijde).
- Lengte van het kerkschip inclusief de toren: 61,50 meter
- Totale breedte: 26,60 meter
- Hoogte tot de dakrand: 19 meter
- Hoogte van de toren: 97,26 m (met weerhaan exact 98 meter)
- Breedte van het middensschip: 8 meter, de zijschepen elk 5.40 meter.

## Interieur
- Het passiealtaar, oorspronkelijk een altaar met dubbele vleugels, ontstond omstreeks 1480. Met de inbouw van een nieuw, door Johann Duve geschonken, barok hoofdaltaar verhuisde het passiealtaar van de Marktkerk naar de Egidiuskerk. Van daar uit werd het na een renovatie van de Egidiuskerk verplaatst naar het Welfenmuseum. Tijdens de Tweede Wereldoorlog bleef het altaar op de buitenste vleugels na intact. Sinds 1952 bevindt zich het passiealtaar weer in de Marktkerk. Bij geopende vleugels zijn 21 uit lindenhout gesneden scènes van de lijdensgeschiedenis van Christus te zien. Op de benedenrand zijn medaillons aangebracht van de hoofden van profeten. Opvallend is het medaillon van een brildragende aartsvader Jacob (vierde van links). De buitenzijden van de beschilderde binnenvleugels tonen scènes uit het leven en martelaarschap van de beide kerkpatronen Joris en Jacobus.
- De in de zijkoren opgestelde doopvonten dateren van 1500. Het op vier leeuwen rustende doopvont in het rechter (zuidelijke) nevenkoor stamt uit de Egidiuskerk. Bijzonder mooi zijn de drie vensters in het oostelijke hoofdkoor. Van de dertig ruiten in het middelste koorvenster zijn er twintig 14e-eeuws (circa 1370). Ze stellen scènes van het martelaarschap voor. Andere ruiten vormden vroeger delen van andere vensters uit andere kerken en kregen later een plek in de Marktkerk of werden bij restauraties in de 19e eeuw en 20e eeuw geplaatst.
- In de zogenaamde Bödekerzaal zijn naast een gedenktafel aan de tijdens de Dertigjarige Oorlog bij Hainholz omgekomen burgers eveneens de fundamenten van de kerk te zien, die, zoals men bij de wederopbouw na de oorlog vaststelde, meer dan drie meter diep zijn.
- Tot de Tweede Wereldoorlog bezat de Marktkerk een groot orgel, dat in delen op het instrument uit de 17e eeuw terugging. In de jaren 1953-1954 werd door de orgelbouwfirma's Emil Hammer Orgelbau (Hannover) en Rudolf von Beckerath (Hamburg) een nieuw orgel in het zuidelijk zijschip gebouwd. Het bezat 61 registers verdeeld over vier manualen en pedaal. In de jaren 2007-2009 werd het instrument door een orgel van de orgelbouwer Friedrich Goll uit Luzern vervangen. De onder monumentenzorg vallende orgelkas bleef bewaard en een groot deel van het pijpenmateriaal werd daarbij opnieuw gebruikt. Het orgel heeft nu 64 registers waaronder 39 registers, die deels dan wel geheel uit het voorgaande orgel stammen. De speeltracturen zijn mechanisch. Het instrument vervoegt over een dubbele  (mechanische en elektrische) registertractuur.

## Klokken

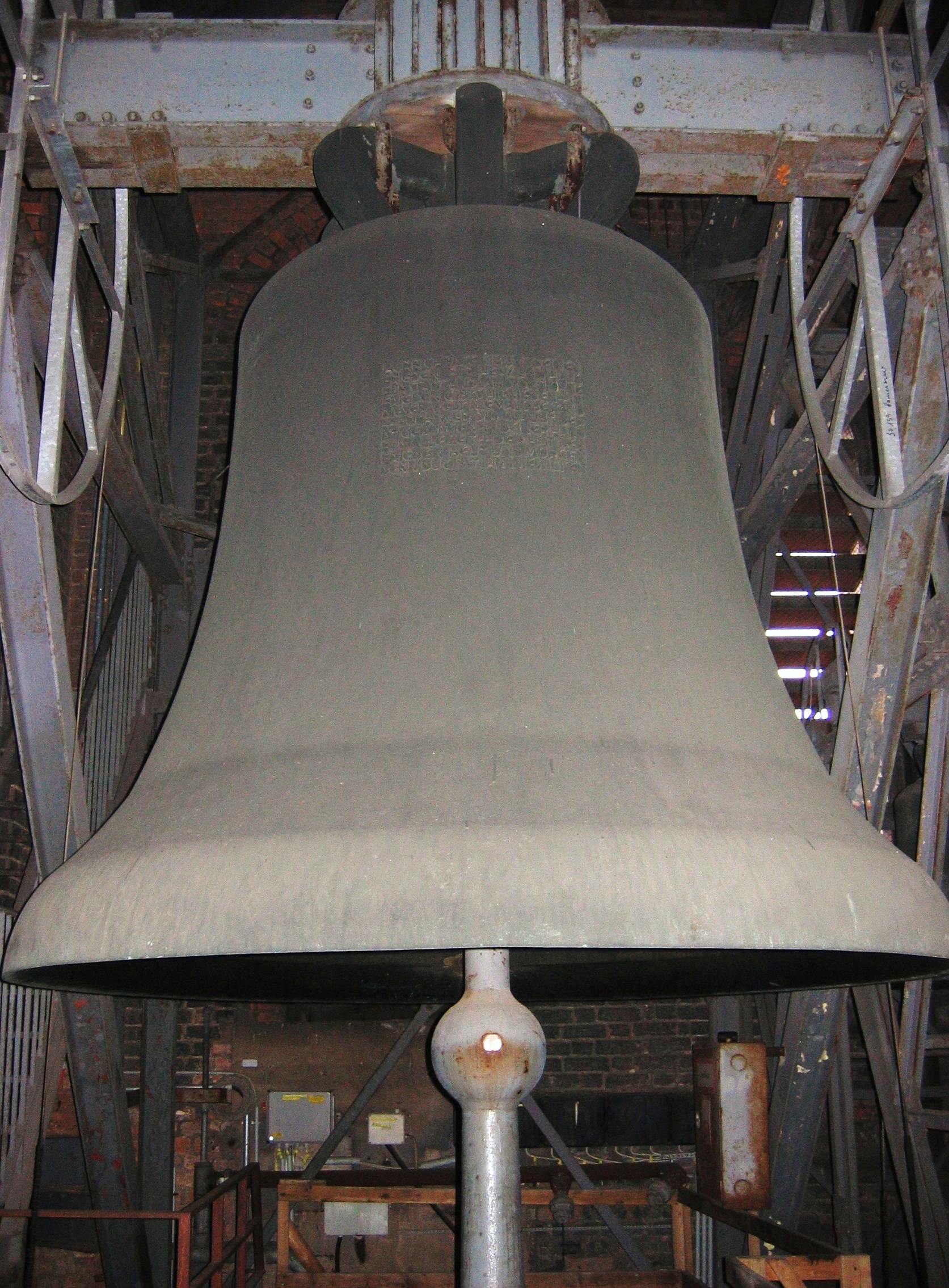
De Christusklok

Er zijn elf klokken in de Marktkerk en daarmee bezit de kerk het grootste klokkenbestand van Nedersaksen. De grote Christusklok is eveneens de grootste klok van Nedersaksen en luidt alleen op feestdagen en bijzondere gelegenheden. De Grote David was oorspronkelijk een aan de Kruiskerk geschonken klok en werd na de Tweede Wereldoorlog in de Marktkerk gehangen. Dat geldt ook voor de Jorisklok en de grotere kwartierklok.
| Nr. | Naam                                                  | Gietjaar | Gieter, gietplaats                      | Doorsnee (mm) | Gewicht (kg) | Slagtoon (HT-1/16) |
| --- | ----------------------------------------------------- | -------- | --------------------------------------- | ------------- | ------------ | ------------------ |
| 1   | Christus en Vredesklok (Christus- und Friedensglocke) | 1960     | Friedrich Wilhelm Schilling, Heidelberg | 2460          | 10360        | e0 +2              |
| 2   | Grote David (Großer David)                            | 1650     | Ludolph Siegfriedt, Hannover            | 1830          | 3800         | a0 ±0              |
| 3   | Mariaklok (Marienglocke)                              | 1951     | Friedrich Wilhelm Schilling, Heidelberg | 1600          | 2462         | h0 +2              |
| 4   | Jorisklok (Georgenglocke)                             | 1653     | Ludolph Siegfriedt, Hannover            | 1470          | 1800         | cis1 ±0            |
| 5   | Onze Vaderklok (Vaterunserglocke)                     | 1951     | Friedrich Wilhelm Schilling, Heidelberg | 1370          | 1380         | d1 +2              |
| 6   | Ochtendklok (Morgenglocke)                            | 1959     | Friedrich Wilhelm Schilling, Heidelberg | 1180          | 1050         | e1 +2              |
| 7   | Jacobusklok (Jakobusglocke)                           | 1951     | Friedrich Wilhelm Schilling, Heidelberg | 1050          | 623          | fis1 +2            |
| 8   | Doopklok (Taufglocke)                                 | 1951     | Friedrich Wilhelm Schilling, Heidelberg | 880           | 358          | a1 +2              |
| 9   | Eeuwigheidsklok (Ewigkeitsglocke)                     | 1959     | Friedrich Wilhelm Schilling, Heidelberg | 780           | 340          | h1 +2              |
| 10  | Luidklok                                              | 1951     | Friedrich Wilhelm Schilling, Heidelberg | 700           | 237          | cis2 +2            |
| 11  | Thomasklok (Thomasglocke)                             | 1733     | Thomas Riedeweg, Hannover               | 660           | 140          | dis2 +2            |
| I   | Urenklok                                              | 1672     | Ludolph Siegfriedt, Hannover            | 1140          | 680          | d1 +6              |
| II  | Grote kwartierklok                                    | 1654     | Ludolph Siegfriedt, Hannover            | 1030          | 644          | e1 +6              |
| III | Kleine kwartierklok                                   | 1722     | Thomas Riedeweg, Hannover               | 1080          | 515          | f1 +6              |

## Historische afbeeldingen

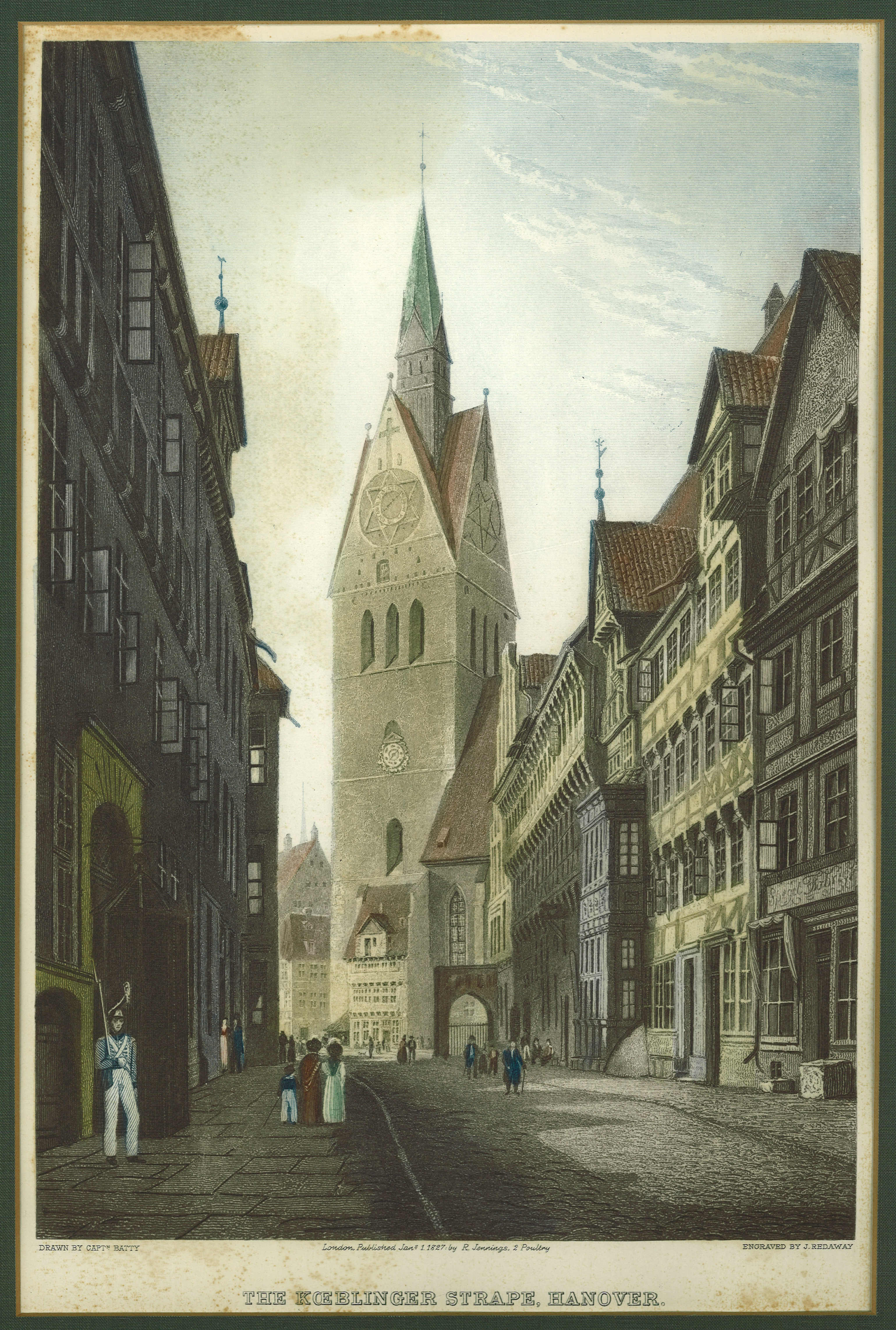
De kerktoren met nog de aanbouw van het in 1857 afgebroken boekbindershuis
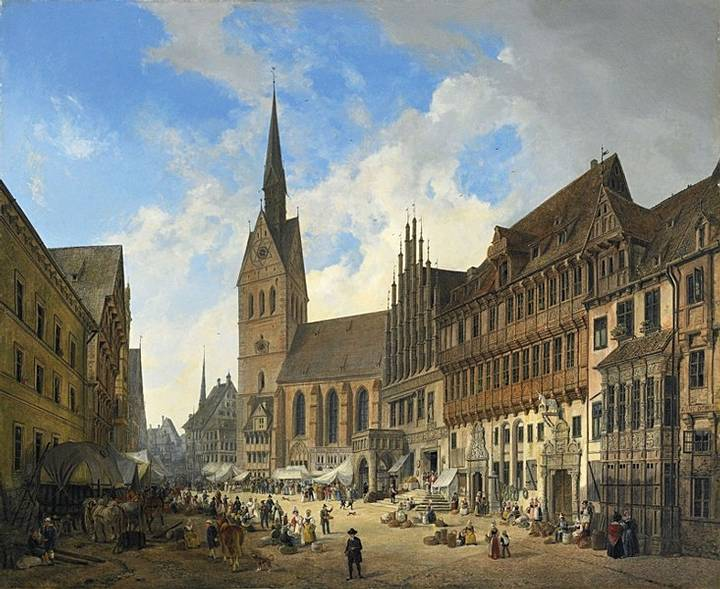
De Marktkerk op een olieverfschilderij (1832)
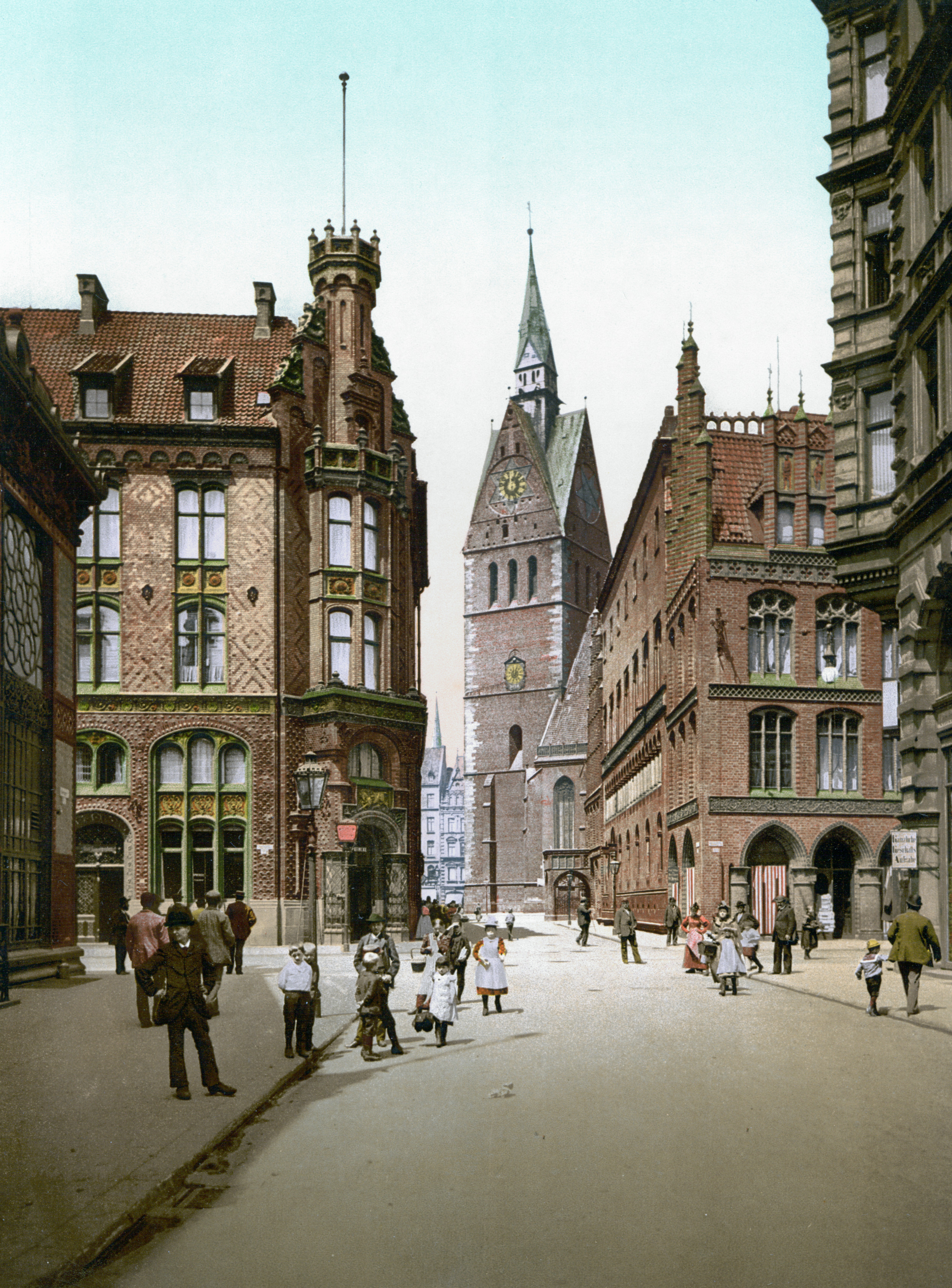
Martkkerk met raadhuis (1895)
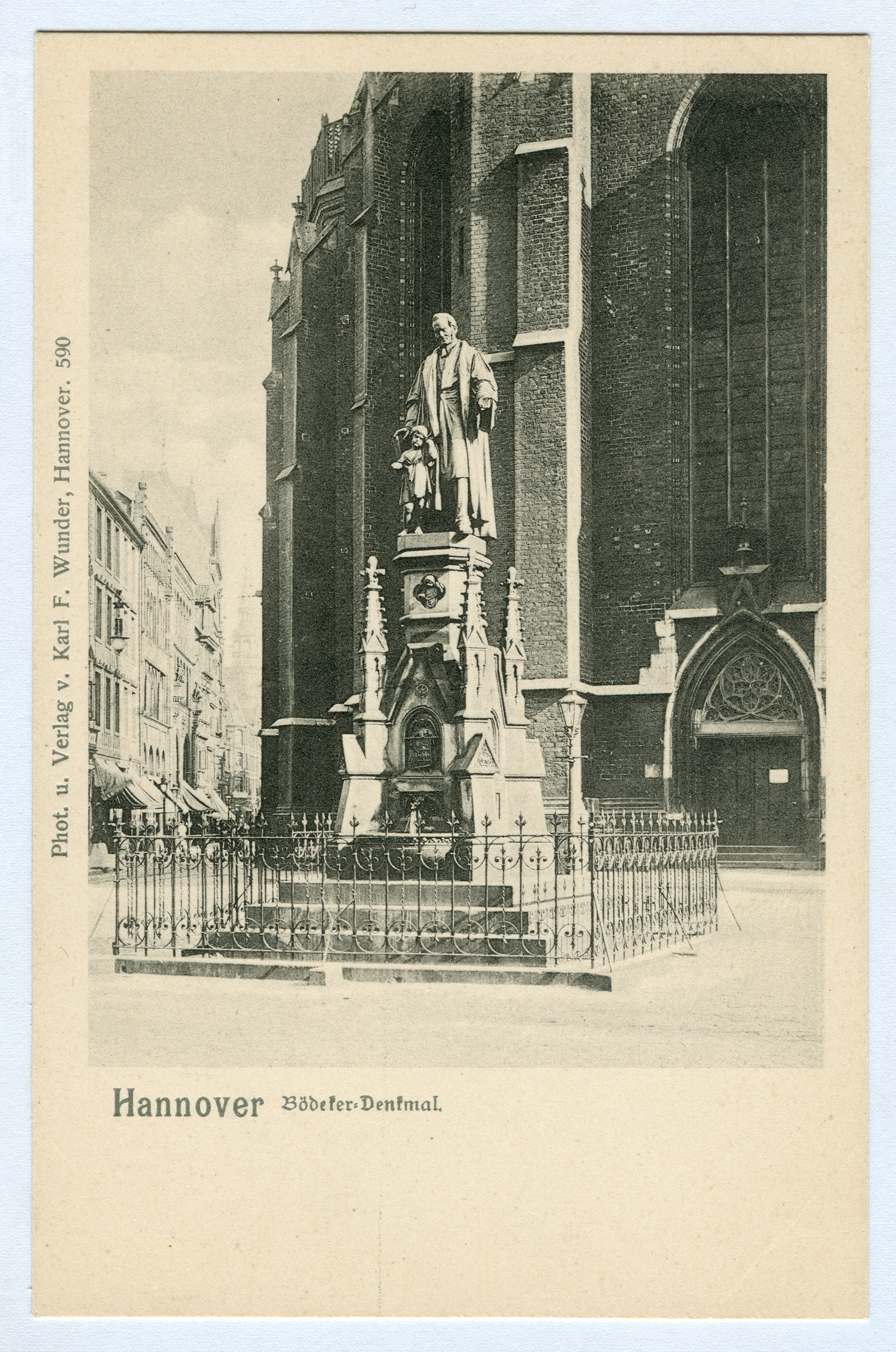
Bödeker-monument op de oorspronkelijke plaats (1900)
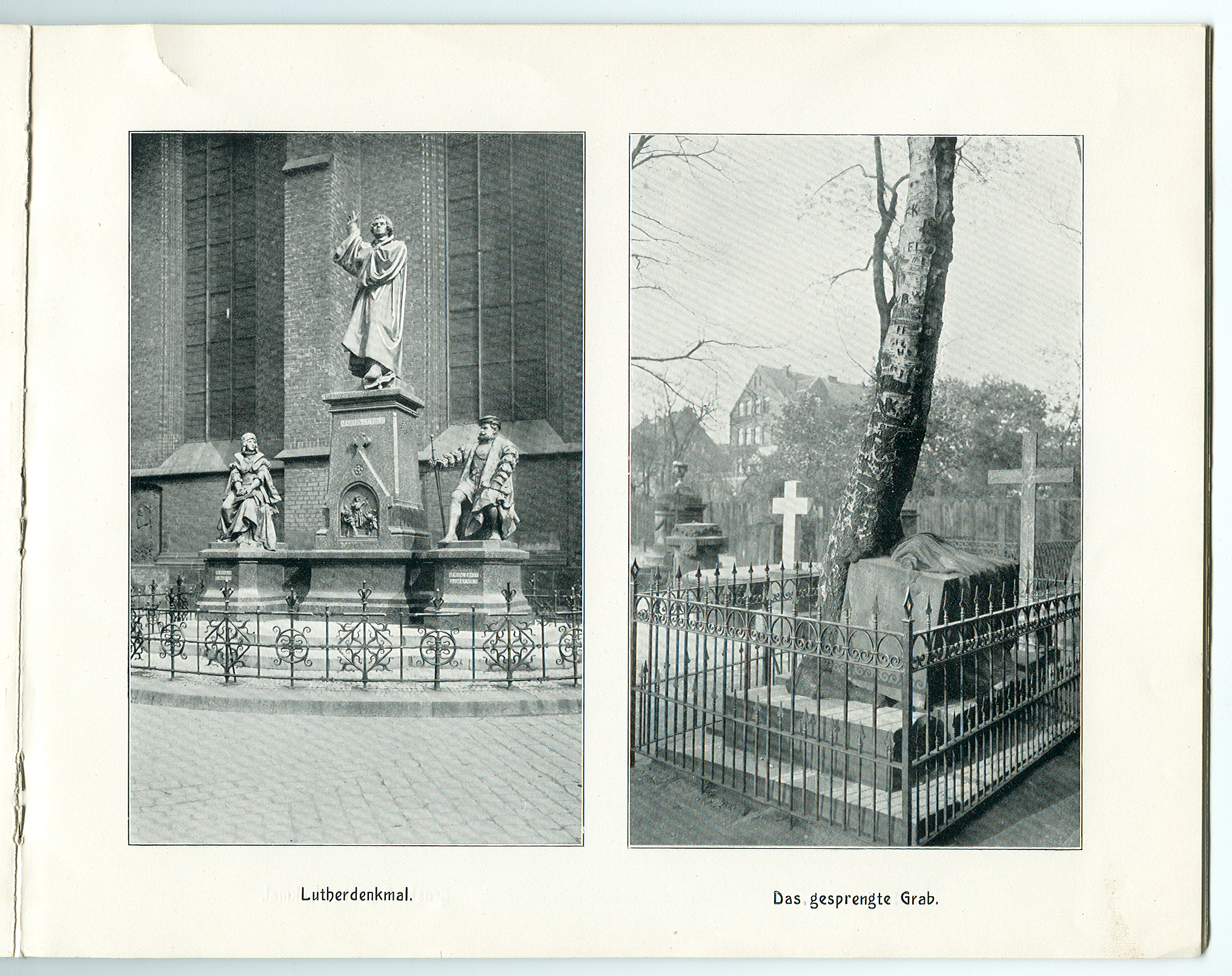
Luther-monument